# Evermore
Pour les articles homonymes, voir Evermore (homonymie).
Evermore (titre original : Evermore) est le premier tome d'une série de romans d'Alyson Noël, Éternels. Le livre a connu un succès immédiat à sa sortie en 2009, et a notamment passé 25 semaines dans la New York Times Best Seller list des livres pour enfants.

## Résumé
Depuis qu'un terrible accident a coûté la vie à sa famille, Ever, une fille plutôt timide,âgée de seize ans, peut voir les auras des gens, entendre ce qu'ils pensent et connaître toute l'histoire de leur vie en les touchant. Comme elle essaie d'éviter les contacts avec les autres afin de tenir en bride ses étranges pouvoirs, on la regarde dans son nouveau lycée comme quelqu'un d'anormal. Mais tout change quand elle rencontre Damen Auguste, un très beau et riche jeune homme qui semble différent des autres. Lui seul a le pouvoir de faire taire le vacarme et l'énergie désordonnée dans la tête d'Ever, et lui reste insondable. Ever se sent attirée par le mystère de cet adolescent tout en s'interrogeant sur son identité réelle. La seule chose dont elle soit certaine sont les profonds sentiments qu'elle éprouve à son égard.
Ever découvre l'étrange maison de son amant, tapissée de portraits peints représentant Damen par d'historiques artistes comme Léonard de Vinci, Van Gogh ou Picasso, ou encore des livres célèbres tous dédicacés à Damen. Damen explique alors à Ever qu'il est immortel, et que c'est lui qui l'a sauvée lors de l'accident où toute sa famille a péri, en la rendant immortelle elle aussi. La révélation perturbe Ever, qui prend ses distances durant un moment.
Les aventures du jeune couple sont rythmées par les interventions de Drina, ex-femme de Damen maladivement jalouse de sa nouvelle relation. Elle tenta à plusieurs reprises de tuer chaque réincarnations d'Ever, mais son combat finit par lui coûter la vie.

## Personnages
Ever Bloom : adolescente de 16 ans, blonde aux yeux bleus, ayant perdu sa famille et son chien dans un accident qui lui a laissé une cicatrice sur le front . Grâce à l'élixir qui Damen lui a procuré, elle voit la couleur des auras humaines, entend ce qu'ils pensent, connaît l'histoire de leur vie à leur contact et communiquer avec le fantôme de sa sœur. Ignorée par ses camarades de classe, elle tombe amoureuse de Damen, seul adolescent à résister à ses pouvoirs.
Damen Auguste : c'est le premier des Immortels, âgé de plus de six siècles et qui a hérité de son père la recette de l'élixir d'immortalité. Il est amoureux d'Ever depuis leur première rencontre, après s'être séparé de son ex-femme, Drina. Vie après vie, les réincarnations d'Ever sont toutes tuées dans ce qui semble être des accidents en réalité causé par Drina, et Damen commence à perdre espoir avant de réussir enfin à sauver sa bien-aimée en lui donnant l'élixir d'immortalité.
Sabine : c'est la tante d'Ever, la sœur jumelle du père d'Ever, qui l'accueillie après l'accident. L'adolescente se sent à la fois reconnaissante et coupable envers sa tante, qu'elle pense priver de liberté.
Riley Bloom : c'est la sœur d'Ever, qui lui rend régulièrement visite et communique avec elle malgré sa mort, grâce aux pouvoirs psychiques de cette dernière.
Drina Auguste : c'est une immortelle et aussi l'ex-femme de Damen. C'est elle qui tue Ever à chacune de ses réincarnations. Cette fois-ci, comme Ever est immortelle, elle parvient à tuer Drina.
Ava : c'est une voyante qui aide Ever à se forger un bouclier psychique pour ne plus entendre les pensées des autres.
Haven : c'est l'une des seules amies d'Ever, qui change souvent de style car elle veut se faire remarquer. Elle est attirée par Damen et jalouse d'Ever.
Miles : comme Haven, c'est un ami d'Ever. Il est homosexuel et, tout comme Haven, s'intéresse à Damen. Il chante et joue dans des pièces de théâtre.
Stacia Miller  : elle est désignée par Ever de :peste et de garce.
Honor : meilleure amie et ombre de Stacia Miller.
Evangeline : une amie d'Haven tuée par Drina.

## La signification des auras selon leur couleur
Rouge : énergie, force, colère, sexualité, passion, peur, ego
Orange : maîtrise de soi, ambition, courage, prévenance, manque de volonté, apathie
Jaune : optimisme, joie, intellectualisme, convivialité, indécision, faiblesse de caractère
Vert : calme, apaisement, compassion, tromperie, jalousie
Bleu : humour, loyauté, créativité, sensibilité, bonté, versatilité
Violet : esprit, sagesse, intuition
Indigo : bienveillance, grande intuition, curiosité
Rose : amour, sincérité, amitié
Gris : déprime, tristesse, fatigue, baisse d’énergie, scepticisme
Marron : avidité, nombrilisme, dogmatisme
Noir : absence d’énergie, maladie, mort imminente
Blanc : équilibre parfait,